# サバス

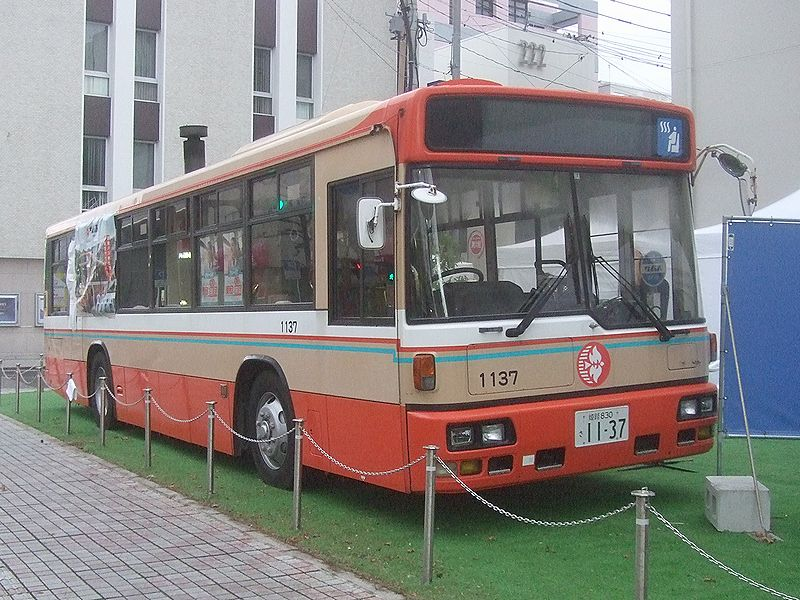
佐賀市内に滞在中のサバス1号車

サバスは、引退した路線バスの車両を活用した移動式サウナである。

## 経緯
発案は神姫バスの社員で、コロナ禍で乗客減に歯止めがかからない中、フィンランドにはバスを改造したサウナがあることを知る。退職せずに起業できる出向起業の制度を使い、運営会社「株式会社リバース」を立ち上げた。企画にはサウナ情報サイト「サウナイキタイ」が協力している。2022年2月に改造工事が完成し、同年3月5日に兵庫県神河町のアウトドア施設「グリーンエコー笠形」で行われた体験会は午前・昼・午後の3部制で各8人、24人の定員に対し250人の応募があった。基本的に駐車スペースを持つ温浴施設やレジャー施設に貸し出す形態がとられ、走行中の利用は行われない。水風呂については簡易プールが車外に設置されるが、川や湖の近くに停めて、天然の水風呂として利用することも考えられる。
2023年10月に、栃木県那須塩原市で東急不動産グループが運営するハンターマウンテンキャンピングパークでサバスの体験会を行ったことを契機に、2024年にはリバース社と東急不動産・東急リゾーツ&ステイの3社が提携し、東急バスで引退した車両をリノベーションして「サバス2号」が作られた。2024年8月3日より群馬県沼田市のたんばらラベンダーパークでお披露目会が行われたのち、東急不動産グループのリゾート施設を中心に「蒸車」会が行われる。

## 構造

### 1号車
改造元の車両は神姫バス4870号車（三菱ふそう・エアロスターKL-MP37JK）。外観は路線バスとして運行されていた当時のデザインをほぼ踏襲し、水をイメージした水色のラインが加えられている。前面の電光掲示板には「蒸37 サウナ」、側面のものには「サウナ→水風呂→外気浴→ととのう」と表示される。正面には神姫バスの社章のイメージを踏襲したオリジナルのエンブレムが取り付けられている。ナンバーは「姫路830さ11-37」を取得した。
車内前方は休憩スペースや手荷物置き場として使用される。後方がサウナ室で、中央の通路の左右に3列の座席と、最後部には寝転んでも利用できる長い椅子が設置されている。タイヤハウスの関係で各座席には高低差があり、蒸気や熱の感じ方の違いを楽しむことができる。座席の木材の角に丸みを持たせた処理や、触れた際に熱さを感じにくいようドアの取っ手や座席のひじ掛けに巻かれた麻紐は、大阪の既存のサウナの優れた点を採り入れた。サウナ室前方には、エストニアに本社のあるtotonoü社の監修・手配によりフィンランドのハルビア製の薪ストーブが導入された。車内の降車ボタンはオートロウリュのスイッチになっており、乗車整理券ボックスを再利用したタンクからサウナストーブにアロマ水が注がれる仕掛けになっている。ほかにもつり革を改造した温度計や、エアコンの吹き出し口を照明に改造するなど、バスの部材の再活用がなされている。

### 2号車
改造元の車両は東急バスで19年間使用された三菱ふそう・エアロスター。いわゆるワンロマタイプの車両で、新横浜駅 - 溝の口駅線（第三京浜道路経由）でも運用されていた。
車体後部はサロンバスのようにコの字型に椅子を配置する「サロンサウナ」、その前方には優先席から着想を得た二人用の「優先席サウナ」があり、1台のサウナストーブで双方のサウナ室に熱気を送る構造である。優先席サウナでは、拡張パーツを使用することによりウィスキングができる作りになっている。1号車と同様に、降車ボタンのロウリュスイッチ（通称「蒸気降りますボタン」）や、つり革の温度計などバスの廃材を活用した仕掛けも施されている。1号車ではサウナストーンを240kg使用するストーブを搭載しているが、サウナ室が温まるまで時間を要する点が課題であった。そこで2号車では石が少なめで出力の高いフィンランドのmondex社製のストーブを導入している。外観は銀色に赤の線の東急バスのカラーリングに、水風呂をイメージした青のラインを配した。